# Finca Austria
Finca Austria de Nosara F.C. es un equipo de la provincia de Guanacaste. El equipo es un proyecto del empresario austriaco Michael Van Muysen, propietario de varios hoteles en la zona de Nosara en la provincia de Guanacaste.

## Historia
El equipo Finca Austria de Nosara FC forma parte de un gran proyecto deportivo fútbol masculino, que incluye jugadores de la zonas pamperas Nosara, San Juanillo, Ostional, Garza y Delicias, todos ellos con gran talento nato.
Finca Austria de Nosara FC también tiene como proyecto que cuando los partidos sean como local, la familia pueda venir no solo a ver los partidos, sino que todos tengan también la oportunidad de disfrutar y que los niños puedan hacer actividades recreativas, ofreciéndoles juegos infantiles y para los adultos. También darán premios para el público presente.
Las provincias donde se dará el torneo son Guanacaste y Puntarenas, Las sedes locales son la cancha de Finca Austria y la cancha de Nosara centro.
Los directivos: Michael Van Muysen, Javier Gómez, Oliver Gómez, Wilmar López, Ronald Pérez y Enrique Cordero.

## Ascenso aSegunda División
El 10 de junio del 2012 el equipo logró el ansiado ascenso a la Segunda División, siendo campeón de la Tercera División (Primera de LINAFA) remontando un 3-2 en contra ante el equipo caribeño de Siquirreña y derrotándolo 2 goles a 0, para culminar con un marcador global de 4-3. Los goles fueron conseguidos por Luis Linarte al minuto 96', lo que obligó a los tiempos extra, y en el minuto 100' Ángylo Rodríguez concretó para sellar la victoria del cuadro guanacasteco y así darle el pase a la Segunda División. El partido fue disputado en el Estadio Chorotega de Nicoya.

A raíz del ascenso a segunda división, Liga Deportiva Alajuelense muestra interés en llegar a un convenio para administrar el club por tres años, bajo el nombre de Alajuela Junior, para que sus jugadores de alto rendimiento puedan desarrollarse.

## Palmarés

### Torneos nacionales oficiales
- Campeonatos en la Primera División de LINAFA (1): 2011 2012